# 日本海呼称問題
日本海呼称問題（にほんかいこしょうもんだい、英: Sea of Japan naming dispute）とは、国際的に「日本海」ないしその同義語で呼ばれている海域の呼称を大韓民国（韓国）が独自の呼称である東海（トンヘ）に変更するように求めている呼称問題である。1992年に韓国が問題提起して以降、国際水路機関 (以下、IHO) の「大洋と海の境界 (S-23)」」の改訂に関する会議や、国際連合地名標準化会議などで、日本海の名称変更および変更に至るまでの間の併記を要求する運動を行っている。（経過は後述）
この問題に関しては、韓国と北朝鮮が強く主張し続けているが、韓国・北朝鮮両国の主張は足並みは揃っておらず、韓国は「東海 (East Sea)」への変更および変更に至るまでの間の併記を要求し、北朝鮮は「朝鮮東海 (East Sea of Korea)」または「朝鮮海 (Sea of Korea)」への変更または併記を要求している。 日本政府は、韓国側が日本海のみを「East Sea」にするよう主張し、黄海や東シナ海については韓国国内で同様に用いている「West Sea(西海)」「South Sea(南海)」に変更すべきとの主張や活動をしていないことから、これが殊更に日本海のみを標的にしたものであると分析している。

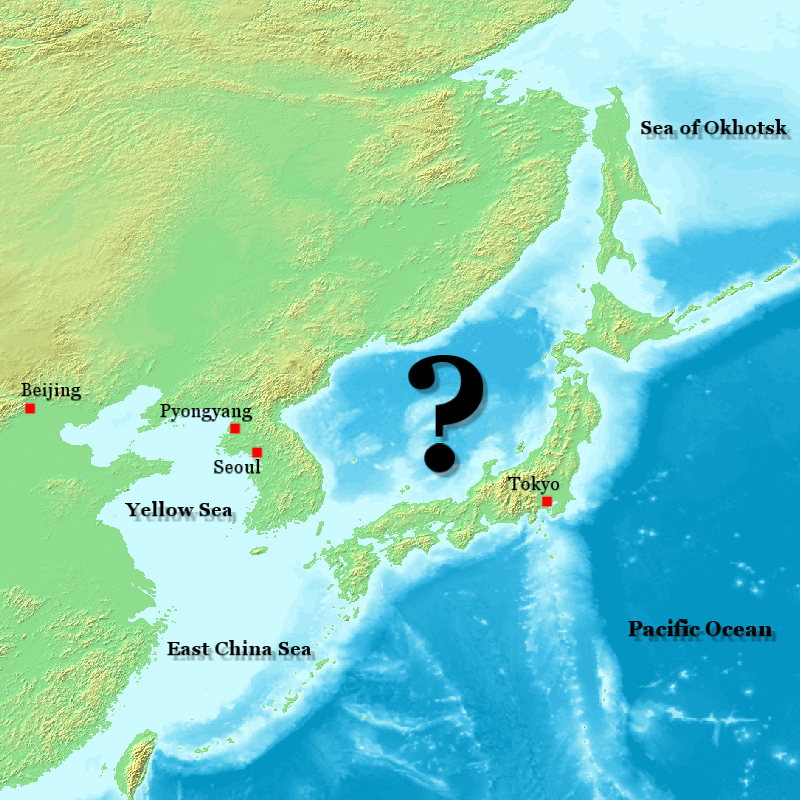
日本海呼称問題

## 当該海域の呼称

### 国際水路機関における呼称
国際水路機関 (IHO) は、各国の海図における海洋の名称とその境界の基準となる「大洋と海の境界」（"Limits of Oceans and Seas", Special Publication No. 23、以降は「S-23」と略称）を定めている。これによれば、この海域の呼称はS-23の初版（1928年）から第3版（1953年）まで一貫して「Japan Sea」である。
これを踏襲して、日本の海上保安庁海洋情報部は「日本海 (Japan Sea)」を用いているが、英語版のHPにおいては「the name Sea of Japan (Japan Sea)」と「Japan Sea」の語を括弧書きにしており、「Sea of Japan」の名称を優先させているとも解釈できる表記を採用している。これに対して、日本の外務省の英文による文書では「Sea of Japan」となっている。

### 各国における呼称
- 日本：日本海（にほんかい）。「日本海」という呼称は、1602年のマテオ・リッチ「坤輿万国全図」に最初に出現する。のちに19世紀初頭にロシアの海軍提督アーダム・ヨハン・フォン・クルーゼンシュテルンがЯпонское мореを使用した。なお、韓国が主張する東海は日本国内においては主に東海地方の事を指す。また中華人民共和国での東海は日本及び世界標準で東シナ海に相当する。
- 韓国：東海（동해、トンヘ）。「東海」とは日本海が朝鮮半島の東側に位置していることに由来する。朝鮮半島では伝統的に、周囲の海域を朝鮮半島を中心とした方位方角（東西南北）に由来する呼称で呼んでおり[注釈 1]、朝鮮半島東側の海（日本海）は「東海」、朝鮮半島西側の海（黄海）は「西海（ソヘ）」、朝鮮半島南側の海（対馬海峡周辺海域）は「南海（ナメ）」となる。このほか「朝鮮海」「韓国海」「蒼海 (Blue Sea)」「極東海」「緑海」等の案も学者等から出されている[11]。また2006年11月の日韓首脳会談の席上で盧武鉉大統領が安倍晋三首相（当時）に対し、日本海を「平和の海」に改名すべきと提案したが、日本側は即座に拒否した[12]。
- 北朝鮮：朝鮮東海（조선동해、チョソントンヘ）。
- 中国：日本海（ピンイン：Rìběnhǎi、リーベンハイ）。古称は鯨海（ピンイン：Jīnghǎi、ジンハイ）。[13]中国国内で「東海（东海）」と言えば東シナ海を指す[注釈 2]。
- ロシア：Японское море（ローマ字転記：Japónskoje mór'e、ヤポーンスコエ モーリェ）。ロシア語で「日本の海」の意味である。
- アメリカ合衆国：公式に "Sea of Japan" を用いている（後述#アメリカの立場参照）。2019年に韓国の最大通信社である連合ニュースの問い合わせに「アメリカ政府は海を指す名称は1つだけ使用する」「アメリカ合衆国国地名委員会（BGN）が決定した名称を使用し、BGNがその水域に承認した名称は”日本海”である」とこれまでと同じように日本海だと公式返答している[1]。
- 国際連合：公式に"Sea of Japan"である[14]。

ほか、フランス語では"Mer du Japon"、スペイン語では"Mar del Japón"、ドイツ語では、"Japanisches Meer"、イタリア語では"Mar del Giappone"となっており、他言語においても当該海域は「日本海」として認識されている。

### その他各国での「東海」(East Sea) の使用例
韓国側が主張している「東海」という名称は、他の国・言語においても海域の名称としてすでに使用されている。
| 国                                                     | 「東海」を使用する範囲 | 説明 |
| ------------------------------------------------------ | ---------------------- | --- |
| 中華人民共和国                                         | 東シナ海               | 中国では古くから東シナ海を「東海」と呼んできた。中国国内で使用されている中国語表記の地図では、現在も東シナ海を「東海」と表記しているほか、IHOのガイドライン「大洋と海の境界」(S-23) にも「East China Sea (Tung Hai)」としてすでに掲載されている（「Tung Hai」は「東海」のウェード式表記）。このため、韓国側の主張に沿って日本海にも「東海」の呼称を併記した場合、隣接した2つの海域の双方に「東海」という意味の語が併記されることになる。                                                                  |
| ベトナム                                               | 南シナ海               | 南シナ海を「東海」（Biển Đông、匾東）と呼んでいる。ベトナムは南シナ海の領有権問題で中国と対立しているため、英文でも国際名称として定着している「South China Sea」の使用を避け、「East Sea」の呼称を使用している。 |
| ドイツ デンマーク ノルウェー スウェーデン フィンランド | バルト海               | バルト海を「東海」と呼んでいる。このほか、オランダでは「東海」(Oostzee) と「バルト海」(Baltische Zee) の両方の呼称が用いられる。なお、ドイツ語では、バルト海が「Ostsee」であるのに対し、韓国は「Ostmeer」を提案しており、意味はどちらも「東海」だが区別されているほか、デンマーク語・ノルウェー語・スウェーデン語でもドイツ語と同様、別の単語を使うことが提案されている。これに対し、オランダ語の場合は「meer」には「湖」の意味しかなく、海は全て「zee」となるため、どちらの「東海」も「Oostzee」となる。 |
| 日本                                                   | 紀伊半島以東の太平洋   | 日本では、概ね紀伊半島以東の太平洋を伝統的に「東海」と呼んできた（紀伊半島以西は「南海」）。東海地方は、この海域に面する地域と言う意味であり、太平洋に沿った街道を東海道と呼び慣わしてきた。 |

## 呼称問題の発生

### 国連加盟以前の状況
朝鮮半島では日本海を伝統的に「東海」と呼んでいた。開国後の朝鮮王朝末期・大韓帝国時代には正式名称として「日本海」を用いるようになったが、その後も「東海」は歴史的呼称として、日本統治時代を含め使われ続けた。朝鮮総督府鉄道が日本海沿岸に建設した鉄道も東海線と称していた。大韓民国の国歌『愛国歌（作詞者不詳。20世紀になって作詞されたとされ、1948年から国歌扱い）』にも、歌詞冒頭に「東海（日本海を指す）が乾き果て……」と記載されている。
しかし「東海」の呼称は専ら韓国国内でのみ使用されており、国際的に使用されている「日本海」の呼称に対して1992年まで異議を唱えたことはなかった。韓国は1957年から国際水路機関 (IHO) に加盟していたが、1986年の時点までは「日本海」単独表記に同意していた。また、韓国政府発行の海図でも「日本海」と表記されていた。

### 国連加盟以降
1991年9月に朝鮮半島に位置する南の韓国及び北の北朝鮮が国際連合へ同時加盟、その翌年の1992年に開催された第6回国際連合地名標準化会議において、韓国と北朝鮮が国際的に認知されている日本海（Japan Sea 又は Sea of Japan）の名称を批判し、呼称問題を国際社会に対して初めて提起した。これ以降、韓国政府は日本海の呼称について「国際的な海に特定の国の名前を付けるのは相応しくない」などと主張し、「日本海」と「東海」の併記とすべきと主張し続けている。そのうえで、「現在、『東海』と『日本海』の併記を推進しているが、これは一次的な目標であり、究極的な目標は『東海』の単独表記を定着させることである」と表明し、最終的には「日本海」の呼称を廃止して「東海」に一本化することを国内で目指している。また、韓国は官民を上げて「日本海」呼称を「東海」に変更する運動を国際的に行っており、韓国政府はディスカウントジャパン運動でも知られるVANK等の民間団体のプロパガンダ工作活動を強力に後援するなどした。その結果、1999年時点で3%しかなかった世界の主要機関・地図制作会社・出版社の「日本海/東海」を併記した世界地図が、13年後の2012年時点では30%にまで増加した。
日本海の呼称を巡って韓国側がこうした立場をとる背景には、「『日本海』の呼称が一般化したのは、20世紀前半の日本による植民地支配が原因」だとする歴史認識が現在の韓国国内では一般的であることが挙げられる。このため韓国政府は、「東海の表記問題は、日本の植民地支配の名残を清算する作業の一環」であると強調し、この問題を韓国が不法占拠する竹島の領有権問題などと並ぶ歴史問題として捉えている。

### 北朝鮮の立場
北朝鮮では当該海域を「朝鮮東海」と呼称しており、韓国と同様に「日本海」表記の変更を要求している。主張は概ね以下のようなものである。
北朝鮮はさらに「日本は莫大な資金をつぎ込んで『日本海』表記を国際社会に公認させようと執拗に策動している」などと日本を非難し、「日本海」単独表記を支持しているアメリカ政府の対応に関しても「日本の海外侵略策動を庇護し、朝鮮民族の民族的自尊心を甚だ愚弄する行為」「破廉恥な行為」などと非難している。なお、北朝鮮では黄海についても「朝鮮西海 (West Sea of Korea)」と呼称している。

## 日本政府の対応
日本政府は、韓国・北朝鮮両国のこうした主張を「根拠の無い主張」であるとしており、「日本海」の呼称は地理学的・歴史的に広く定着し、国際的に確立された唯一の名称であるとの立場を採っている。2012年、野田佳彦首相は次のように答弁している。

## 当事国以外の国・機関の動向

### 国連の立場
国際連合事務局は2004年3月10日、日本政府からの照会に対し、「Sea of Japan」が標準的な地名であり、国連公式文書においては標準的な地名として「Sea of Japan」が使用されなければならないとの方針を公式に回答した。
「地名について争いがある場合には、それぞれが主張する地名を併記すべき」という韓国側の主張に関しても、「併記することは従来の国連の慣行を破ることであり、中立ではなくなる」とし、中立・公平であろうとするならば、従来の慣行を維持すべきであると回答している。
この国連の回答に対して韓国政府は、国連の公式文書上においては「地名について争いがある場合には合意に至るまで最も広く使用されている名称を使用する」という国連事務局の内部慣行に基づいて、便宜的に「Sea of Japan」単独表記が使用されているのであって、国連が「Sea of Japan」を標準的な地名として承認したわけではないとの見解を採っている。そのうえで韓国政府は、国連事務局のこうした慣行に対して異議を表明し、事務局に慣行の変更を要請している。韓国は、この要請に対して国連からは「単独表記の慣行はどちらか一方の立場を支持するためのものではなく、また、一方の当事国の立場の強化のために援用すべきものでもない」との回答があったとしている。

### ロシアの立場
日本海を沿岸とし、日本海に領海とEEZを保有する国は、日本・韓国・北朝鮮のほかロシアがあるが、歴史上「日本海」と最初に命名したのは、ロシア海軍のクルーゼンシュテルン提督（1770～1846年）であることから、ロシアは韓国が主張している「東海」は支持しておらず「日本海のままで構わない」との立場であり、ロシア連邦政府の公式サイトにおいても日本海は「日本海」とのみ表記されている。

### アメリカの立場

#### アメリカ地名委員会の方針
アメリカ合衆国連邦政府が使用する地名の統一・管理を行っているアメリカ地名委員会は、「Sea of Japan」が当該海域について同委員会が認める唯一の公式な名称であることを正式に決定し、その旨を公表している。
韓国側の主張する「East Sea」は、日本海の呼称としては別称としても登録されておらず、死海の別称として登録されている。これにより、全ての連邦政府機関は「Sea of Japan」の使用を義務付けられているとともに、アメリカ国内の他の機関についても、同委員会の決定に基づいた表記を用いることが強く推奨されている。このことは2019年、国務省報道官室が大統領訪日中のコメントに関する質問を受ける中で「韓国が別の名称を使用していることを知っている」、「アメリカ政府はアメリカ地名委員会の決定した名称を使用しており、同委員会が該当水域に対して承認した名称は日本海だ」と回答していることからも裏付けられている。
これに対し、韓国側はたびたび反発しているものの、在韓米軍が日本海で韓国軍との合同軍事演習を行う際にも、米軍側では「日本海」の呼称が使用されている。韓国側の要求で止むを得ず、演習期間中のみWebサイト上で「East Sea」の表記を使用したこともあるが、この時も演習終了の翌日には「East Sea」の表記を使用した箇所全てが「Sea of Japan」に修正された。

### アメリカインド太平洋軍の声明
アメリカインド太平洋軍は2020年6月25日、北朝鮮が日本海に向かってミサイル発射を実施したことに対して、声明を発表し、その中で日本海の呼称を「東海」と記載した。これに対し日本政府が訂正を求め、これに応じ報道官のマイク・カフラ大佐は、今後「日本海」とするとした。その一方、同地域を「The waters off the east coast of the Korean Peninsula（朝鮮半島東海岸の海域）」として呼称する可能性も示している。

#### IHOへの意見書
2011年8月には、日本海を「日本海」と単独表記することが望ましいとする、アメリカ政府の公式な意見書がIHOの実務者会合に提出され、IHOのWebサイトに掲載された。国務省の定例記者会見でも副報道官が「我々は国際的に認知された用語である『日本海』を使う」と明言し、アメリカ政府として「日本海」単独表記を支持する従来からの立場に変更がないことを改めて明らかにした。

#### 東海への変更の請願
2012年6月には、韓国系アメリカ人の団体から提出された、日本海の表記を「東海」に変更することを求める請願に対するアメリカ政府の公式回答が、ホワイトハウスのWebサイト上に掲載された。この中でアメリカ政府は、「各々の海洋を単一の名称で言及することは、米国の長年にわたる方針」であり、国境を接する複数の国々がそれぞれ独自の名称を付けている海域にもこの方針が適用されるとしたうえで、日本海については「"Sea of Japan"（日本語では「日本海」、ハングルでは、「일본해」（イルボンヘ：「日本海」の意））と呼ぶのが長年にわたる米国の方針」であるとの見解を示した。なお、韓国が日本海を "East Sea"（日本語では「東海」、ハングルでは「동해」）と呼称している点に関しては「韓国にその命名法を変更するよう求めてはいない」と回答している。
このアメリカ政府の方針は、2014年1月22日の国務省での記者会見でも確認された。

#### 日本海と東海の併記の請願
2017年3月21日には、ホワイトハウスのオンライン請願ページである「We the People」（en:We the People (petitioning system)）に「米国は、2017年4月24日のIHO会議における『東海』と『日本海』の両方の名称を認める修正案に賛成するよう、米国の方針を変更すべきである。」との請願が提出された。これに対して、ホワイトハウスは、地名を決定するアメリカ地名委員会（BGNen:United States Board on Geographic Names）がそれぞれの海に対して一つの名称を「伝統的名称」として使用することを長年慣例にしているため、請願に対しては、米政府にとっての伝統的名称である「日本海」を公式表記として使用し続けると回答した。

#### 州における動き
上記のようにアメリカ政府は日本海単独呼称を支持しているが、州には独自の権限があるため、韓国系移民が州議会に東海を併記するよう組織的に働きかけている。2014年には、韓国系アメリカ人が多く居住しているバージニア州で、公立学校の教科書において日本海について記載する際に「東海」も併記するよう求める州法案が州上院と州下院の本会議で可決、バージニア州知事がこの法案に署名して成立し、バージニア州の公立学校で使用する教科書においては、東海が併記されることが決定した。
2019年にはニューヨーク州教育局が州内の公立学校に対し韓国が主張する"東海"を日本海と併記して教えることを勧める通達を出している。通達は同年8月6日で州議会議員2人が通達を要請していた。この通達について在NY日本総領事館は同月、州教育局に対して「我が国の主張と相容れない内容だ」などとする申し立てを行った。

#### 国務省領事局
2014年10月には、米国国務省領事局 (U.S. Passports & International Travel) は、韓国旅行情報ページにある地図上の日本海について、韓国の主張する「東海」表記から「日本海」(Sea of Japan) と改めており、同時に竹島を Liancourt Rocks と表記している。
なお、これは米国国務省本体のホームページにおける韓国、日本、北朝鮮のそれぞれの紹介ページの地図においても同様である。

### イギリスの立場
イギリス政府もアメリカと同様に、日本海を「日本海」と単独表記することが望ましいとする意見書をIHOの実務者会合に提出している。

### 中国の立場
中華人民共和国（中国）でも日本と同様に、日本海を「日本海」と呼んでいる。
韓国はたびたび抗議しているものの、中国では慣習的に東シナ海を「東海」と呼称することが定着しており、日本海を「東海」と呼称すると混乱が生じるため、実用的な観点から「日本海」の表記が使用されている。このため、同国における公的な測量・地図制作機関である国土資源部傘下の国家測絵地理信息局などをはじめ、中国政府の公式サイトにおいても当該海域は「日本海」の単独表記となっている。
また、2008年8月24日に行われた北京オリンピックの閉幕式の際、会場の巨大スクリーンおよび世界中のテレビ画面に、英語表記の東アジアの地図が登場したが、地図の日本海には「Sea of Japan」とだけ表記されていた。この地図は韓国で波紋を呼び、韓国メディアにより批判的な報道がなされた。

## 日本海の歴史的名称に関する調査
| 地図製作時期                | 16世紀 | 16世紀 | 16世紀 | 16世紀 | 16世紀 | 17世紀 | 17世紀 | 17世紀 | 17世紀 | 17世紀 | 18世紀 | 18世紀 | 18世紀 | 18世紀 | 18世紀 | 18世紀 | 19世紀 | 19世紀 | 19世紀 | 19世紀 | 19世紀 | 19世紀 | 19世紀 | 不明 | 合計 | 合計 | 合計 | 合計 | 合計 | 合計 | 合計 |
| 調査実施国                  | 日本   | 日本   | 日本   | 日本   | 韓国   | 日本   | 日本   | 日本   | 日本   | 韓国   | 日本   | 日本   | 日本   | 日本   | 日本   | 韓国   | 日本   | 日本   | 日本   | 日本   | 日本   | 日本   | 韓国   | 日本 | 日本 | 日本 | 日本 | 日本 | 日本 | 日本 | 韓国 |
| --------------------------- | ------ | ------ | ------ | ------ | ------ | ------ | ------ | ------ | ------ | ------ | ------ | ------ | ------ | ------ | ------ | ------ | ------ | ------ | ------ | ------ | ------ | ------ | ------ | ---- | ---- | ---- | ---- | ---- | ---- | ---- | ---- |
| 調査対象国                  | 米     | 仏     | 独     | 合計   | 合計   | 米     | 仏     | 独     | 合計   | 合計   | 米     | 仏     | 独     | 露     | 合計   | 合計   | 米     | 仏     | 独     | 露     | 英     | 合計   | 合計   | 仏   | 米   | 仏   | 独   | 露   | 英   | 合計 | 合計 |
| 日本海                      | 1      | 0      | 1      | 2      | -      | 3      | 14     | 5      | 22     | 17     | 47     | 24     | 23     | 2      | 96     | 36     | 1059   | 206    | 487    | 27     | 50     | 1829   | 69     | 10   | 1110 | 254  | 516  | 29   | 50   | 1959 | 122  |
| 東海                        | 0      | 0      | 3      | 3      | -      | 0      | 0      | 0      | 0      | 39     | 5      | 0      | 7      | 1      | 13     | 341    | 1      | 0      | 3      | 0      | 0      | 4      | 60     | 0    | 6    | 0    | 13   | 1    | 0    | 20   | 440  |
| 朝鮮海                      | 0      | 2      | 0      | 2      | -      | 2      | 4      | 2      | 8      | 39     | 94     | 49     | 159    | 5      | 307    | 341    | 92     | 6      | 37     | 4      | 8      | 147    | 60     | 7    | 188  | 68   | 198  | 9    | 8    | 471  | 440  |
| 東洋海                      | 0      | 0      | 3      | 3      | -      | 4      | 20     | 14     | 38     | 39     | 14     | 4      | 57     | -      | 75     | 341    | 2      | 0      | 3      | -      | -      | 5      | 60     | 8    | 20   | 32   | 77   | -    | -    | 129  | 440  |
| 中国海                      | 3      | 5      | 12     | 25     | 16     | 11     | 36     | 18     | 86     | 28     | 8      | 6      | 8      | 1      | 56     | 10     | 0      | 5      | 1      | 0      | -      | 32     | -      | 4    | 22   | 56   | 39   | 1    | -    | 203  | 54   |
| その他の名称 （併記を含む） | 0      | 5      | 5      | 25     | 13     | 3      | 36     | 18     | 86     | 41     | 17     | 6      | 16     | -      | 56     | 80     | 22     | 5      | 4      | -      | -      | 32     | 12     | 4    | 42   | 56   | 43   | -    | -    | 203  | 146  |
| 記載無し・ 判別不可         | 32     | -      | 44     | 76     | 13     | 83     | -      | 83     | 166    | 41     | 116    | -      | 152    | 4      | 272    | 80     | 109    | -      | 120    | 5      | -      | 234    | 12     | -    | 340  | -    | 399  | 9    | -    | 748  | 146  |
| 合計                        | 36     | 7      | 68     | 111    | 29     | 106    | 74     | 140    | 320    | 125    | 301    | 83     | 422    | 13     | 819    | 467    | 1285   | 217    | 655    | 36     | 58     | 2251   | 141    | 29   | 1728 | 410  | 1285 | 49   | 58   | 3530 | 762  |

### フランス国立図書館における調査
韓国側は「『日本海』の名称が支配的になったのは、20世紀前半の日本の帝国主義・植民地主義の結果である」「17世紀から19世紀まで西洋人はこの海域について様々な名称を使用したが、韓国に言及した名称を使用した地図が最も多い」などと主張し、その根拠として古地図調査の結果を挙げている。韓国によるフランス国立図書館調査では、16世紀から19世紀の間に発行された地図515枚のうち、日本海海域に海の名称の記載のあるものは115枚であり、このうち62%に当たる71枚が、「朝鮮海 (Mer de Corée)」又は「東海 (Mer Orientale)」と表記しており、「日本海 (Mer du Japon)」と表記した古地図は19%に当たる22枚であるということになっていたと主張した。なおMer OrientaleのOrientaleとは、「西洋」の対立概念としての「東洋」を意味する語であり、方角としての「東」を意味するものではないが、韓国側はこれを East Sea と同一視して「東海」として扱っている。
これに対し、日本の外務省は2004年（平成16年）に、同フランス国立図書館所蔵の16世紀から19世紀の間に発行された古地図1495枚を対象に調査を実施した。その結果、日本海海域に海の名称の記載のある地図は407枚あり、そのうち「日本海 (Mer du Japon)」表記は249枚あり、「朝鮮海 (Mer de Corée)」は60枚だった。特に、19世紀前半に発行された地図では、全体の90%に当たる99枚が、19世紀後半に発行された地図では、100%に当たる105枚が「日本海」と表記していた。韓国側が「東海」としていた「東洋海 (Mer Orientale)」は32枚あったが、「東海」と記載された地図は1枚も発見されなかった。

### アメリカ議会図書館における調査
また、韓国側は、アメリカ議会図書館所蔵の古地図も調査しており、その調査によれば、1800年以前に発行された同図書館所蔵の古地図228枚を調査した結果、103枚が日本海周辺を含むものであり、このうち66%に当たる68枚が、「朝鮮海」又は「東海」と表記しており、「日本海」と表記した古地図は14%に当たる14枚に過ぎないということになっていた。
これに対し、日本の外務省が1300年から1900年の間に発行された同アメリカ議会図書館の調査を実施したところ、韓国側が調査の対象とした1800年以前に発行された地図だけでも445枚が所蔵されており、韓国側が調査した228枚はそのうちの僅か51%にすぎないことが確認され、さらに、日本海海域を示している地図は総計1728枚発見された。それらの地図のうち、同海域に何らかの呼称を記載している地図は1435枚あり、これらの地図の77.4%に当たる1110枚の地図が「日本海」という表記を用いていた。一方、「朝鮮海」と記載した地図は188枚 (13.1%)、「東洋海」と記載された地図は20枚 (1.4%)、「東海」と記載された地図はわずか2枚 (0.1%) にすぎなかった。

### 大英図書館・ケンブリッジ大学図書館における調査
韓国政府は、大英図書館及びケンブリッジ大学所蔵の1801年から1861年の間に発行された古地図に関する調査でも、大英図書館には日本海周辺を含むものが1枚も所蔵されておらず、ケンブリッジ大学には、6枚のみ（うち5枚が「朝鮮海」、1枚が「日本海」）所蔵されていると主張した。
しかし、これについても、日本側が同じ調査を行ったところ、大英図書館には日本海周辺を含むものが37枚保存されており、そのうち「日本海」と表記されているものは32枚、「朝鮮海」と表記されているものは5枚であった。また、ケンブリッジ大学には日本海周辺を含むものが21枚保存されており、そのうち「日本海」と表記されているものは18枚、「朝鮮海」と表記されているものは3枚であった。

### 調査の評価
上記の通り、イギリスやフランスでの韓国側の調査についても同様の問題点が指摘されており、調査の客観性に疑問があるこれらの調査結果を基にした韓国側の主張には根拠がないと結論付けられており、また日本政府の海外図書館所蔵資料の調査結果から、歴史的にも「日本海」という表記が最も一般的であったことがうかがえる。

## 両国の主張
以下に、「日本海/東海」表記をめぐる日本・韓国双方の意見をまとめた。ここで記す「日本」とは「日本政府」、「韓国」とは「韓国政府」をそれぞれ表し、意見とは公の場で示した見解を指す。実際には、このような統一された世論が日韓両国にあるわけではない。
| 日本側の主張 | 韓国側の主張 |
| --- | --- |
| 日本海の名称は、当該海域の国際的に確立した唯一の名称である。韓国は、「日本海」と「東海」との併記を勧告する国連及びIHOの決議があると主張しているが、これらの決議は湾や海峡など2つ以上の国の主権下にある地形を想定したものであり、日本海のような公海は適用対象ではない。また、韓国が適用を主張するIHO技術決議A4.2.6は、前半で「単一の呼称となるように関係国が合意に至るよう努力すること」としている。韓国の主張は、技術決議の誤った適用であり、また、その一部のみを取り出すことによりこの決議を悪用するものである。確立された単一名称として採択されてきた海域名称に関して異論がある場合には、まず関係国で協議すべきであり、その確立された単一名称を変更することについて、関係国間で調整できない場合は、問題が解決するまですでに合意されている名称を踏襲すべきである。少数の国の政治的意図から、明確な根拠もなしに確立した海域名が変更されるようなことがあれば、地理学的な混乱を招くのみならず、後世に悪しき前例を遺すこととなる。日本としては、韓国の主張に対して断固反駁するとともに、国際社会に対し、日本の立場への理解と支持を求めてきている。 | 韓国は「東海」が正当な名称であると主張しており、当該海域の名称について韓日間で対立があることは明らかである。国連地名標準化会議及び国際水路機関の決議に基づき、韓日両国が共通の名称で合意に達するまでは、両方の名称を併記して使用することが最も望ましい。 |
| 韓国は「東海」を「ユーラシア大陸の東側にある海の意味」と主張しているが、実際には韓国が主張する「東海」は、単に「朝鮮半島から見て東にある海」という意味にすぎない。その証拠に韓国では、朝鮮半島西側に位置する黄海を西海 (West Sea) と呼び、朝鮮半島南側の海を南海 (South Sea) と呼んでいる。これらの内、黄海を「West Sea」に、東シナ海を「South Sea」に変更すべきであるとの主張は行わず、日本海のみを「East Sea」に変更しようとする主張は、日本海のみを殊更に「標的」にしているのではないかとの疑いを抱かざるを得ない。このような自国を中心とした方位に基づいた海域名である「東海」を国際的な呼称に用いようとする考えは独善的で自民族中心主義である。この意味で、東海という呼称には普遍性がない。また、京都（日本の古都）から見て北にある日本海は、古くは「北海」と呼ばれていた。さらに「東海」は日本においては東海地方を、中国においては「東シナ海」、ベトナムにおいては「南シナ海」、ドイツ及びスウェーデン等においては「バルト海」のことを指すので、実用上の混乱を招く。                                                                      | アジアの東側にある海なので、「東海」と表現すべきである。日本からすれば西、ロシアからすれば南に位置するが、同様の例は北海にも該当する。北海はヨーロッパ本土から見て北に位置しているが、同時にグレートブリテン島の東、スカンジナビア半島の南に位置している。 |
| 韓国では、中国の名を冠した「東シナ海」を 南海、「黄海」を 西海 と呼んでいるが、中国に対しては何ら抗議をしていない。 | 三国史記に紀元前37年以後何度か「東海（東洋海）」との呼称がみられるほか、かつて中国がこの呼称を用いたこともある。 |
| 地理学上は、日本列島がなければ、この閉鎖性海域はそのまま太平洋ということになる。ユーラシア大陸東沿岸を太平洋から切り離す主体が日本であり、沿岸も一番長い日本の名称を付け、Sea of Japan（日本海）と呼称するのは自然なことである。「国際的な海に特定の国の名前をつけるのはふさわしくない」との主張がなされているが、東シナ海やメキシコ湾、インド洋の例がある。さらに、国際社会においては対馬海峡を英語で「Korea Strait（朝鮮海峡、大韓海峡）」と呼ぶことが一般的である。 | 南太平洋から分かれたタスマン海はニュージーランドではなく、西側のタスマニアの名に従っている。同様に北太平洋から分かれたオホーツク海はカムチャツカ半島の名に従っていない。よって太平洋が日本列島によって切り離されたからと言って日本海という名称を使わなければならない理由はない。また、三カ国以上の沿岸国によって囲まれている海を特定国家の名称で表記しているケースは日本海だけである。韓国の権益も絡む海の名称に、一当事者でしかない日本の名前があるのは不平等である。国際的な海に特定の国の名前を付けるのはふさわしくない。 |
| 『坤輿万国全図』左隻日本海の表記 「日本海」が最初に登場した地図はマテオ・リッチの『坤輿万国全図』（1602年）であり、西洋に「日本海」に当たる名称を普及させたのは、ロシアの提督クルゼンシュテルンの地図（1815年）と言われている。こうした例は日本の方が多い。また韓国側が挙げている証拠地図は「韓国海」の例であって、「東海」の例ではなく、「17世紀～18世紀の複数のヨーロッパの資料」は、日本の調査では1枚であった。韓国の調査における資料の取り扱いがずさんで恣意的なものであることが、その後の日本の追跡調査でわかっている。 | 1610年のコディンホ・デ・ヘレディアのアジア地図における Mar Coria という表記をはじめ、17世紀～18世紀の複数のヨーロッパの資料に「韓国の海」という類の名称が使用されている。さらに、18～19世紀の日本の資料にも「朝鮮海」とされているものが存在することが欧米の図書館所蔵資料の調査でわかっている。 |
| 「日本海」の名前は日本が命名したのではなく、広まったのも日本が鎖国を続けていた19世紀前半である。この時期に「日本海」の呼称が広まった背景としては、当時、欧米の探検家が日本海周辺を探検し、日本海が日本列島によって太平洋から切り離されているという地理的形状が明らかとなったことが考えられる。20世紀初頭の日露戦争のころにはすでに「日本海」という呼称が慣行として定着していた。 | 「日本海」は1904年の日露戦争以降、日本の国際的立場が高まるにつれ急速に普及した名称である。 |
| 日本が朝鮮を併合した1910年頃にはすでに「日本海」の名称が定着しており、「日韓併合」とは関係ない。また、日本が韓国を併合した1910年以前に韓国は海図を刊行していなかった。すなわち、ガイドライン作成の際に国際水路局が参照した世界各国の海図の中に韓国の主張する「東海」が記載された地図は存在していなかった。日本統治時代に日本が「東海」という名称を「日本海」に改称した事実は存在せず、当時も朝鮮半島側の日本海を「東海」と呼ぶことがあった。例えば朝鮮半島東南部を走る韓国鉄道公社の「東海南部線」は戦前からの名称であり、また慶尚北道に「東海」という地名も存在していた。また、日韓併合前に書かれた1895年の朝鮮地誌や1899年の大韓地誌（共に大韓帝国学部編纂局）も「日本海」を採用していた。ゆえに、日本が「日本海」という地名を、植民地支配を通じて当時の朝鮮に押し付けたという主張は失当である。 | 「日本海」は日本の植民地政策の一環として押しつけられ国際的に普及した名称である。1929年に国際水路機関が「大洋と海の境界 (S-23)」の初版を出版した当時、我が国は、日本の植民地の下にあり、国際社会で「東海」の名称の正当性を主張できる機会自体を喪失していた。 |
| 「日本海」という呼称は海域の地理的形状に基づくもの。日本海は海域全体でみると、その東から南を主に日本列島に、北から西にかけてはアジア大陸によって囲まれており、韓国・北朝鮮が海岸線を持つのは南西部分に限られ、その長さも海域全体のわずか5分の1程度にすぎない。 | 約5000万人の韓国国民および約2000万人の北朝鮮住民、計約7000万人の人口が「東海」の名称を使用しているという事実を考慮しないということは、その地域の住民が使用する名称をまず考慮するという地図作成の一般的な原則にも反する。 |
| 韓国は1992年まで日本海の名称に対して抗議するどころか、韓国政府発行の海図でも「日本海」と表記していた。韓国も「日本海」という呼称を容認していたという事実である。また、「日本海」の名称は国際的に単一名称としてすでに確立しており、国家主権の及ばない公海の名称を一方的に変更することはできず、一国の主張によって国際名称が変更されるという前例を残さないためにも、「東海」との併記も認められない。また、「韓国の国民感情が許さない」などということは韓国国内の問題であり、国際的には関係ない。韓国の一部の人々の間にはそのような感情があるのかもしれないが、だからといって歴史的背景を歪曲し、国際機関の決議を拡大解釈し、多国間の国際会議では自らの主張を展開する一方で日本側が出した二国間協議の提案を拒否するといったことは、日本としては看過できるものではない。 | 「日本海」の名称を使用することは韓国の国民感情が許さない。 |
| 国連でも「日本海」単独表記が確認され、慣用呼称として使用されている。また、外務省が2000年に世界60か国の地図392枚を調査した結果、97%以上が英語 Sea of Japan か現地語の「日本海」にあたる呼称だけを使用しており、East Sea（東海）に当たる呼称を単独で使用している地図は全くなかった。世界のマスコミで使用されているという韓国の主張は、日本海呼称を単独で使用する国・企業に対しての韓国の圧力による結果であり、実際認知度は高くない。 | 世界の地図出版社やマスコミなどで「日本海」と「東海」の併記が拡大しつつある。したがって、「東海」を「日本海」にかえて国際的名称とすることも可能である。 |
| 韓国は過去2000年間にわたって「東海」の名称が使用され続けているという主張の根拠を示していない。また、「東海」はあくまで韓国国内の名称であって、当該海域について国際的に長くかつ広く用いられてきたのは「日本海」のみであり、「東海」という名称が国際社会に登場したのは、20世紀末になってからのことである。韓国は「朝鮮海 (Korea Sea, Sea of Korea)」や「東洋海 (Oriental Sea)」等と「東海 (East Sea)」を同一視し、これらの呼称が使われている地図の合計数と、日本海が使われている地図の合計数とを比較しているが、これはごまかしであり、根拠のない扱い方である。なお、19世紀の多くの西洋の古地図には「Eastern Sea」の名称を見つけることができるが、これは現在の東シナ海を指すものである。これに対し、「日本海」は日本が鎖国（海禁）政策をとっていた19世紀前半にはすでに国際的に定着していた名称であり、現在でも上記のように世界中で大半の地図が「日本海」を採用しており、国際的な名称として既に確立している。 | 「東海」は韓国人が2000年以上使ってきた名称であり、19世紀までは「日本海」だけでなく、「朝鮮海」・「東洋海」など様々な名称が使われてきた歴史的な事実を考慮すると、過去100年間の歴史のみを踏まえて「日本海」を確立された国際名称とすることはできない。 |

## 「日本海」表記に対する韓国側の国際抗議活動
韓国では、自国以外のほぼ全ての国々において「日本海」が公式な表記として使用されているにもかかわらず、これを「誤記である」などと主張し、韓国政府や政治家などによる外交的圧力およびVANKなどの民間の活動団体による組織的な抗議活動（抗議メールの集団的大量送信によるサイバーテロ攻撃など）によって、他国の政府機関やマスメディアなどに対し、地図・政府広報・報道・教科書・記念碑などにおいて記載されている日本海の表記を、「Sea of Japan」から「East Sea」へ書き換えるよう強要する活動が拡大している。

### 韓国国内

#### 美術品撤去
また、韓国国内外において地図の「日本海」と書かれている部分をペンや修正液で塗り潰した上で、その部分を「東海」に書き換えるという悪質な落書きも起きている。その中には、美術館の展示品としての地図を書き換えるなどの、ヴァンダリズム行為を行った例もある。
韓国が国内で「日本海」という呼称を避けようとする傾向は芸術作品に対しても例外ではなく、2006年4月25日、韓国出身の世界的な芸術家ナムジュン・パイクの作品が、「日本海」(Mer Du Japon) という表記を含んでいることを理由に韓国国立現代美術館から撤去された。

#### 政府発行便覧の回収
2006年6月には、韓国国会の統一外交通商委員会が発行した便覧において「日本海」という表記が使用され、その後の指摘により回収する騒ぎが起きた。

#### イケア
世界的家具販売企業のイケアが韓国1号店を2014年12月18日にソウル近郊の光明市に開店する予定にしていたところ、韓国以外で販売していた世界地図を描いたインテリア用の壁掛けに「SEA OF JAPAN」と表記されている事が韓国内で問題になり、反発が高まり不買運動などが呼びかけられた。IKEA KOREAは12月4日にこの壁掛けの販売を全世界で終了すると韓国内で発表して、不快に感じた顧客と従業員に謝罪したがその後、日本でそのことが報道され、日本での反発が出てIKEA JAPANの広報が「韓国の非難によって販売を中止したというのは間違いです。そもそも各国の政治的な圧力を受けて商品の販売やデザインを変えることなどありませんし、問題となった壁掛けについても、在庫がなくなるまで世界で販売を続けて行きます」と発表し、その後も日本、韓国以外の国々では販売を継続していて、2015年2月になって韓国内で報道され、再度反発が出ているが、IKEA側は在庫がなくなるまで販売する姿勢は崩していない。

### アメリカ合衆国での「東海」表記活動

#### Google Earth
Googleが2005年に公開した「Google Earth」は、日本海を「Sea of Japan (East Sea)」と表記したが、韓国側の要請により2006年8月18日に「East Sea (Sea of Japan)」とした。日本側からの非難により、結局現在は、朝鮮半島側の海を「East Sea」、日本側の海を「Sea of Japan」と表記している。Googleは現在黄海においても朝鮮半島側の海を「West Sea（西海）」、中国側を「Yellow Sea（黄海）」と表記している。またGoogleは当時既に最有力の検索エンジンとなっていたことから、日本国内における検索エンジンナショナリズムを招くこととなった。

#### ニュージャージー州ハドソン郡の朝鮮戦争記念碑
2007年、韓国政府はニュージャージー州ハドソン郡の朝鮮戦争記念碑の日本海表記を東海に変更させた。

#### ニューヨーク・タイムズ意見広告
2009年5月、最も影響力のある新聞の一つであるニューヨーク・タイムズ紙に、東海を日本海と表記した地図を掲載したことは間違っているという内容の意見広告が掲載された。誠信女子大学客員教授のソ・ギョンドクがニューヨークタイムズ紙の11面にNYTの誤り (Error in NYT) というタイトルの広告を掲載した。

#### J.クルーの日本震災復興Tシャツへの抗議
米国のカジュアルブランド「J.クルー」が東日本大震災の復興支援Tシャツを発売したところ、Tシャツに掲載されていた日本の地図に「日本海 (Sea of Japan)」の文字が表記されていることを理由に、韓国から大量の抗議メールなどが殺到した。当初、J.クルー側はTシャツに掲載したのは一般的な地図であるとしていたが、韓国側の組織的な抗議活動によりチーフデザイナーが謝罪に追い込まれた。Tシャツは販売中断の後、「日本海」表記を削除して再発売された。

#### バージニア州「東海」併記法
2014年、バージニア州で韓国系アメリカ人の要求を受けて「東海」併記を承認する法案が提出された。法案は運動団体韓国系アメリカ人の声らによって準備され、2017年までに全米50州の全公立学校の教科書での「東海」併記を目標としている。
佐々江賢一郎駐米大使は日本との経済協力関係が損なわれると抗議した。
アメリカ合衆国連邦政府は「日本海」単独呼称を支持しており、ワシントン・ポストは社説で学校で教える歴史は、歴史家の判断に準拠するべきで、議会が立法措置により歴史認識に判断を下すことは妥当ではないと主張、また、地元紙リッチモンド・タイムズ・ディスパッチも社説で「議会と議員は、教科書の問題に関与し学校（教育）の詳細を管理すべきではない」として州は連邦政府が採用しているものを採用すべきだと批判した。
しかし、1月23日にバージニア州上院議会で賛成32、反対4の圧倒的多数で可決した。下院でも共和党のティモシー・ヒューゴ議員が提出した、2月6日に下院議会で圧倒的多数で可決した。法案提出者で共和党のリチャード・ブラック議員は「1929年に国際水路機関が『日本海』と決めた当時は、日本は軍国主義下にあり韓国を強制占領した時期で、韓国に発言権はなかった」と韓国政府と同内容の主張を行ったうえで「米韓同盟ほど強固なものはない。われわれは韓国系、在米韓国人の側に立つ」と述べた。
この「東海」併記法は州知事署名により2014年7月1日に施行され、バージニア州のすべての公立高校の教科書でも「東海」併記が義務づけられた。この種の法律が成立するのは米国初であった。
ニューヨーク州、ニュージャージー州でも同内容の法案が提出された。
また、メリーランド州でも一部の郡で教育委員会が併記を決定した。
この「東海」併記運動は、ニュージャージー州・ニューヨーク州・カリフォルニア州・バージニア州・ミシガン州などで推進されている慰安婦の碑・慰安婦像の設置運動と平行してすすめられている。

### ヨーロッパにおける「東海」表記活動
2009年、ドイツのベルリンの壁博物館の世界地図にある「日本海 (Sea of Japan)」を消して「東海 (East Sea)」に観覧者が書き換え、博物館が復旧しても幾度となく同じいたずらが繰り返されていることが伝えられた。

### 国連での「東海」表記活動
韓国は国連では国際連合地名標準化会議などで公式に抗議するほか、以下のような表記活動も行った。

#### 国連本部コンサートでの配布パンフレット
2007年10月24日の国連の日に、国連事務総長主催のコンサートがニューヨークの国連本部で開催され、加盟している192カ国の大使や外交官ら約1600人が出席した。国連事務総長であり、韓国人である潘基文の意向により韓国の「ソウル・フィル・ハーモニー・オーケストラ」が公演し、ソウル市と韓国国連代表部がコンサートを後援した。このコンサートの場において、韓国国連代表は「Welcome to KOREA」と題されたパンフレットを用意し、これには日本海を「東海」などと表記した英文のパンフレットが式次第とともに配られた。さらに竹島を強調した上で「独島」などと表記して間接的に韓国の領土であることが明記されていた。
事務総長が主催する国連コンサートで韓国側がこうしたパンフレットを配布したのは過去に例がなく、国連側はその場で回収するなどの措置も取らなかった。翌日、日本の国連代表部は国連事務局と韓国国連代表部に対し、抗議した。
国連事務総長は複数国家の代表として職務の中立性が求められるが、潘は2008年7月3日に国連事務総長として初めて訪韓した際、「韓国人の国連事務総長として韓国の国力伸張に貢献できるようベストを尽くす」と述べた。

### 日本における「東海」表記騒動と活動

#### JTBガイドブック
2005年からJTBパブリッシングが出版していた「JTBキャンブックス 韓国鉄道の旅」について、掲載されていた地図において、日本海が「東海」と表記されていたことが、2012年に入って判明し、同社はこの本を絶版とし、書店から回収している。

#### 鳥取県「韓国人救出記念碑」碑文
2007年には、鳥取県琴浦町の『韓国人救出記念碑』の表記を巡って事件が起きた。この碑は1819年に漂着した朝鮮からの船を住民が救出した出来事を記念し、両国の友好を謳って1994年に建てられたものであるが、そこに「日本海」とともに「東海」が併記されていたため、2007年3月に町民からの批判を受けて町長が「東海」の文字を削除した。
この処置に対して在日本大韓民国民団（民団）が謝罪と「東海」の併記を要求し、5月には町長が民団鳥取本部を訪問、薛幸夫（ソル・ヘンブ）団長に説明不足を謝罪する事態となった。民団はさらなる謝罪と記念碑の原状回復を要求し続けており、町は「日本海」とも「東海」のどちらも表記しないという方向で決着を図ろうと試みた。しかし、この対応に対して今度は日本国内から抗議の声が殺到、町は外務省に判断を仰ぎ、「日本海」を単独表記した碑文に張り替えることを決定した。

#### サントリーの韓国焼酎
2011年4月、サントリー（現・サントリーホールディングス）は公式ウェブサイト内の『鏡月グリーン（韓国焼酎）』商品紹介ページにおいて、商品名の由来を紹介する文章中で「日本海」を「韓国/東海（日本海）」と表記し公開した。これがきっかけとなって商品関連サイトの炎上、抗議の続出という事態となり、同社は同年8月19日に該当表記を削除した上で、謝罪文を掲載した。なお、同社は2005年にも同商品のCM内で「東海（日本海）」の表記を行っており、抗議を受けて表記を削除している。

#### ゲーム関連

##### 大航海時代Online
コーエーが発売したMMORPGである大航海時代Onlineの拡張パック『El Oriente』のオープニングムービーにおいて、日本海の位置にフランス語で「朝鮮海」と読み取れる文字が記載された古地図が採用されたことについて、公式BBSに抗議が寄せられるなどの問題となった。

##### PlayStation 3
ソニー・コンピュータエンタテインメント (SCE) の家庭用ゲーム機「PlayStation 3」のインターネットサービス、Life with PlayStationの画面に表示される地球儀に、「日本海 (Sea of Japan)」と書かれているのを「東海 (East Sea)」に変更すべきだ、と韓国のユーザーが主張。SCEは「表記は国際ルールに則ったもので、このような議論になるのは本意ではない」と話している。

#### 大英博物館展
2007年の大英博物館展では、日本の展示コーナーでの地図において "Sea of Japan" という表記が消去された。さらに韓国の展示コーナーでは "East Sea" と表記されていた。

#### 武蔵野市立中学校での教材
2014年10月、東京都武蔵野市の市立中学校の授業で、日本海を『「日本」海（東海）』と表記したプリントが社会科の教材として配られた。都教育委員会は「前例がなく、極めて不適切」と批判し、市教委は「学習指導要領の趣旨から外れた教材で不適切」と判断し、学校に訂正を指導、教材は差し替えられた。教諭は「うっかり使ってしまった」と釈明した。

#### 新潟県妙高市の観光パンフレット
2017年8月ごろ、新潟県妙高市の観光パンフレットの朝鮮語版の17ページの地図の部分に『東海』の表記があったとして、既に用意されていた5000部を回収し、日本海表記に修正されたものを刷り直す事態となった。

## 年表
- 1928年 - 1921年に設立された国際水路局（IHOの前身）は、加盟国政府が海図を作成する際等の指針となるガイドライン「大洋と海の境界 (S-23)」の初版を刊行。「Japan Sea」の名称が単独で表記される。
- 1937年 - 「大洋と海の境界 (S-23)」の第2版を刊行。「Japan Sea」の名称が単独で表記される。
- 1948年 - 大韓民国が建国される。
- 1952年 - 韓国政府による海図の発行が開始される。日本海は「Japan Sea」と表記される。
- 1953年 - 「大洋と海の境界 (S-23)」の現行版（第3版）が刊行。日本海は英語版では「Japan Sea」、フランス語版では「Mer du Japon」といずれも単独で表記される。
- 1957年 - 韓国がIHOに加盟。
- 1974年 - 韓国側が併記要求の根拠の一つとしている、IHO技術決議A.4.2.6が採択される。
- 1977年 - 韓国側が併記要求の根拠の一つとしている、国連地名標準化会議決議III/20が採択される。
- 1986年 - 「大洋と海の境界」第4版の草案が出されるが、韓国は「日本海」単独表記に異議を唱えず。
- 1992年 - 第6回国連地名標準化会議において韓国および北朝鮮が「East Sea（東海）」の呼称を国際的に使用することを初めて要求する。
- 1993年 - 韓国政府発行の海図で「Tong Hae（「東海」の朝鮮語読み）, Japan Sea」という表記が行われる。
- 1995年 - 韓国政府発行の海図で「East Sea」の表記が初めて登場し、「Japan Sea」の表記が韓国政府発行の海図から消える。
- 1997年 - 第15回IHO総会において、韓国が「日本海」の名称は日本帝国主義の残滓であると主張し、「日本海」と「東海」の併記を要求。IHOにおいて「東海」の併記が要求されたのは、この時が初。
- 2002年4月 - 第16回IHO総会開催。韓国が再び併記を要求。
- 2002年8月 - IHO理事会 (IHB) において、韓国政府の申し出に対しIHOが、「政治的問題に関与できない」という理由から日本海の表記を削除し、当該海域を白紙にした「大洋と海の境界」第4版の最終草案を加盟国へ送付。しかし、この案は翌月に撤回された[93]。
- 2002年8月～9月 - ベルリンにて第8回国連地名標準化会議が開催。日本海呼称問題に関し、「個々の国は、国際社会に対して個別の名称を押し付けることはできず、地名の標準化はコンセンサスがある場合にのみ促進される」との議長要旨が発表される。
- 2004年3月 - 国連は日本政府の照会に対し、「日本海」表記が標準的地名であり、国連の公式文書でも用いられるべきと回答[94]。
- 2007年5月 - モナコにて第17回IHO総会が開催。「大洋と海の境界」の改訂に際して韓国等が日本海呼称問題を提起。その際、ほとんどの国は「日本海」単独表記を主張し[95]、韓国だけがこれに激しく反発[96]。また、ウィンフォード・ウイリアムズ議長が仲裁を試みる動きもあったが[97]、決着はつかず[98]。
- 2007年8月 - 第9回国連地名標準化会議が開催。韓国が主張している「東海」への改称もしくは「日本海」と「東海」との併記や、「朝鮮海」への表記変更の主張を支持する国は現れず[99][100]。
- 2011年8月 - 米英両国が「日本海」単独表記を支持する公式意見書をIHOの実務者会合に提出[101]。
- 2012年4月26日 - IHO総会は「日本海」の単独呼称の維持を決定[102]。
- 2012年8月 - ニューヨークの国連本部にて、第10回国連地名標準化会議が開催。韓国と北朝鮮が「東海」の併記を主張したものの、「会議では特定の地名の変更は議題としない」という日本の主張が認められたため、実質的な議論は行われずに会議は終了[103][104]。
- 2014年4月24日 - 韓国国会外交統一委員会が国連など国際機関に「東海」の表記を求める決議案（国連事務局および傘下機関発刊東海表記要求決議案）を可決[105]。
- 2017年8月 - 国連本部で第11回国連地名標準化会議が開催。韓国が「東海」の併記を主張し、日本の国連大使から反論がなされた[106]。
- 2019年1月18日 - 読売新聞や中央日報の報道によれば、IHOは日本に対し、日本海の呼称問題に関して韓国と協議するように勧告した。呼称問題に関し日本が韓国との協議に消極的な姿勢を続けていたところ、IHOが日本に対し、場合によっては「日本海」の呼称を抜くと通告したとしている[107]。
- 2019年2月 - 日本政府は、IHOの要請を受諾し韓国との非公式協議を第三国において行うことにしたと2月6日付で読売新聞が報じた[108]。
- 2019年8月- 米国ニューヨーク州において、「「日本海」「東海」の併記を推奨する」と、通達した。これにニューヨークにある日本総領事館はニューヨーク州に対して「日本政府の立場と相いれない」と抗議した。
- 2020年9月 - IHOはすべての海に特定の名称ではなく数字表記する方針と報道、デジタル表記が原因と説明しているが日韓の名称問題紛争を終わりにしたいのが大きいと見られている[109]。
- 2020年11月 -  IHOは「日本海」の単独表記を承認した[110]。また、上述の通り各海域を数字表記するデジタル版の海図を新たに作成する方針[111]。

## 他の海域での同様の問題
日本海と同様に、特定の国家名が付いていて争いになっている海域としてペルシア湾（イランの旧名）がある。1960年代よりアラブ民族主義の高まりに伴い「アラビア湾」の呼称が主張されている。またナショナルジオグラフィック協会が世界地図で「ペルシア湾」と「アラビア湾」とを併記したことに対してイランが猛反発している。